# Кувез
Кувез (від фр. couveuse «квартира», «інкубатор») — це спеціальний інкубатор, в якому підтримуються постійна температура, вологість і необхідне насичення повітря киснем. Спеціальні пристосування дозволяють організувати догляд за дитиною, робити різноманітні маніпуляції (аж до зважування), не виймаючи дитину з кувеза.

## Пристрій
Верхня частина кувеза зроблена з оргскла або пластмаси (прозора). Це дозволяє стежити за станом і поведінкою дитини. На передній стінці ковпака укріплені термометр і гігрометр, за показами яких можна судити про температуру і вологість всередині кувеза.

## Обробка
Перед використанням кувез повинен бути добре провітрений і продезінфікований. Відповідно до інструкції по експлуатації рекомендується проводити дезінфекцію кувеза формаліном. Для цього під ковпак кладуть шматок вати, змоченої 40%-м розчином формаліну, і включають кувез на 6-8 год, після чого вату видаляють і інкубатор залишають включеним при закритому ковпаку ще 5-6 ч. Внутрішні стінки ковпака, ложе для дитини і подкладной матрац ретельно протирають 0,5%-м розчином хлораміну.

## Техніка використання
Кувез включають в певній послідовності: спочатку заповнюють водою водовипаровувальну систему, потім підключають до мережі, далі плавним обертанням регуляторів температури і вологості підбирають необхідний мікроклімат.

## Дитина в кувезі
Дитина в кувезі знаходиться оголеним. Усередині підтримуються постійна температура 36-37 ° С і відносна вологість повітря 85-95%; подається кисень в суміші з атмосферним повітрям, причому концентрація кисню не перевищує 40%. Спеціальна система тривоги оповіщає звуковим сигналом про порушення параметрів мікроклімату в кувезі.

## Терміни перебування
Терміни перебування в кувезі залежать від загального стану дитини. Якщо новонароджений знаходиться в ньому більше 3-4 днів, то значно зростає мікробна забрудненість. За існуючими правилами в такому випадку слід перекласти дитини в іншій вимитий і провентильований інкубатор.
Виходжування недоношених дітей в кувезі протягом 3-4 тижнів в значній мірі підвищує ефективність лікувальних заходів і знижує ризик виникнення різних ускладнень.

## Конструкція
Електровідсмоктувач - пристрій призначений для відсмоктування рідини з ротової порожнини та гортані в процесі надання стоматологічної та неонатологічної допомоги в умовах поліклінік, лікарень та інших лікувальних установ.
Конструкція пристрою забезпечує плавне регулювання швидкості відкачування рідини, індикацію роботи компресора розрідження й індикацію заповнення ємності до рівня її очищення з одночасним відключенням компресора. Відключення компресора забезпечується також і при установці конвектора трубки (з встановленим одноразовим наконечником або без), що дає можливість на час пауз у відкачуванні не відключати пристрій від мережі.
Апарат штучної вентиляції легенів - це медичне обладнання, яке призначене для примусової подачі газової суміші (кисень і стиснене осушене повітря) в легені з метою насичення крові киснем і видалення з легких вуглекислого газу.

## Історія
У 1878 року французький акушер Стефан Тарньє попросив наглядача зоологічного саду зібрати для нього спеціальну коробку, в яку можна помістити недоношених дітей. Її зробили за тими самими принципами, що й інкубатора для курчат. Він отримав назву couveuse;в 1880 році в Парижі колега Траньє П'єр Будін вперше використовував кувез, що обігрівається. Багато хто вважає Будіна засновником сучасної неонатології. Він вважав, що в дітей, народжених раніше терміну, існує 3 основні проблеми:недостатня здатність зберігати тепло,проблеми з харчуванням,високий ризик захворювань, особливо інфекцій.
Кувез, запропонований Тарньє, міг подати сигнал тривоги, якщо температура дитини була надто високою. Недоношені діти з порушеною функцією ссання отримували молоко матері чи годувальниці з ложки або через зонд. Для профілактики інфекцій Будін вимагав суворого дотримання стерильності. Хворі новонароджені ізольовані від здорових. Будін також розумів важливість присутності матері з раннього етапу життя. Тому він заохочував допомогу матері під час сповивання дитини в лікарні і встроїв скляне віконце в кувез, щоб мати могла бачити дитину і годувати її грудьми.
Проте внесок Будіна у розвиток неонатології був, на жаль, забутий з вини його учня Мартіна Куні. Той отримав дозвіл дружини німецького канцлера, Аугусти Вікторії, і "позичив" 6 недоношених дітей у лікарні для бідних у Берліні для виставлення їх у кувезі на Всесвітній виставці. Виставка мала приголомшливий успіх, і Куні організував постійну виставку дітей у кувезах на освітленій вулиці у Нью-Йорку. Аналогічні виставки він проводив у всіх штатах США. Економічно проект був досить успішним, і з 1901 до 1940 р. Куні продемонстрував на виставках приблизно 5000 недоношених дітей.
Сьогодні сама думка про такий бізнес для нас є неприйнятною. Але, незважаючи на комерційний інтерес, Куні намагався лікувати недоношених дітей, що врятувало життя багатьом із них. Його виставка стала стимулом для організації великої кількості відділень для хворих новонароджених у лікарнях США. Однак Куні дотримувався думки, що батьки не повинні брати участь у сповиванні дитини. Він часто був розчарований, якщо батьки не відчували подяки, і багато разів йому доводилося переконувати їх забрати дитину додому після закінчення лікування.
Сьогодні нам відомо, що ранні контакти між батьками та дітьми, особливо недоношеними, мають велике значення для подальшого розвитку їхніх взаємин. На жаль, саме філософія Куні, а не Будіна отримала розвиток у США. Батьки не допускалися до відділень для новонароджених. Лише у 1970-ті рр. вони знову отримали можливість бути поряд зі своїми малюками.